# Transgénero

La bandera del orgullo trans.

El término transgénero se refiere a las personas que tienen una identidad o expresión de género que no se ajusta a aquella que típicamente se asocia con el sexo que se les asignó al nacer.  Algunas personas transgénero que desean asistencia médica para la transición de un sexo a otro se identifican como transexuales. Transgénero, a menudo abreviado como trans, es también un término general o paraguas; además de incluir a las personas cuya identidad de género es la opuesta a su sexo asignado (hombres y mujeres trans), también puede incluir a las personas no binarias, fluidas o genderqueer. Otras definiciones de transgénero también incluyen a las personas que pertenecen a un tercer género, o bien conceptualizan a las personas transgénero como un tercer género. El término transgénero puede definirse de forma muy amplia para incluir a los transformistas.
Ser transgénero es distinto de la orientación sexual. Las personas transgénero pueden identificarse como heterosexuales, homosexuales, bisexuales o asexuales, o pueden negarse a etiquetar su orientación sexual. El término transgénero también se distingue de intersexual, un término que describe a las personas que nacen con características sexuales físicas «que no se ajustan a las nociones binarias típicas de los cuerpos masculinos o femeninos». Lo contrario de transgénero es cisgénero, que describe a las personas cuya identidad de género coincide con su sexo asignado.
Muchas personas transgénero sufren discriminación en el lugar de trabajo y en el acceso al espacio público y a la asistencia sanitaria. En muchos países no están protegidos legalmente contra la discriminación.

## Términos e identidades asociados

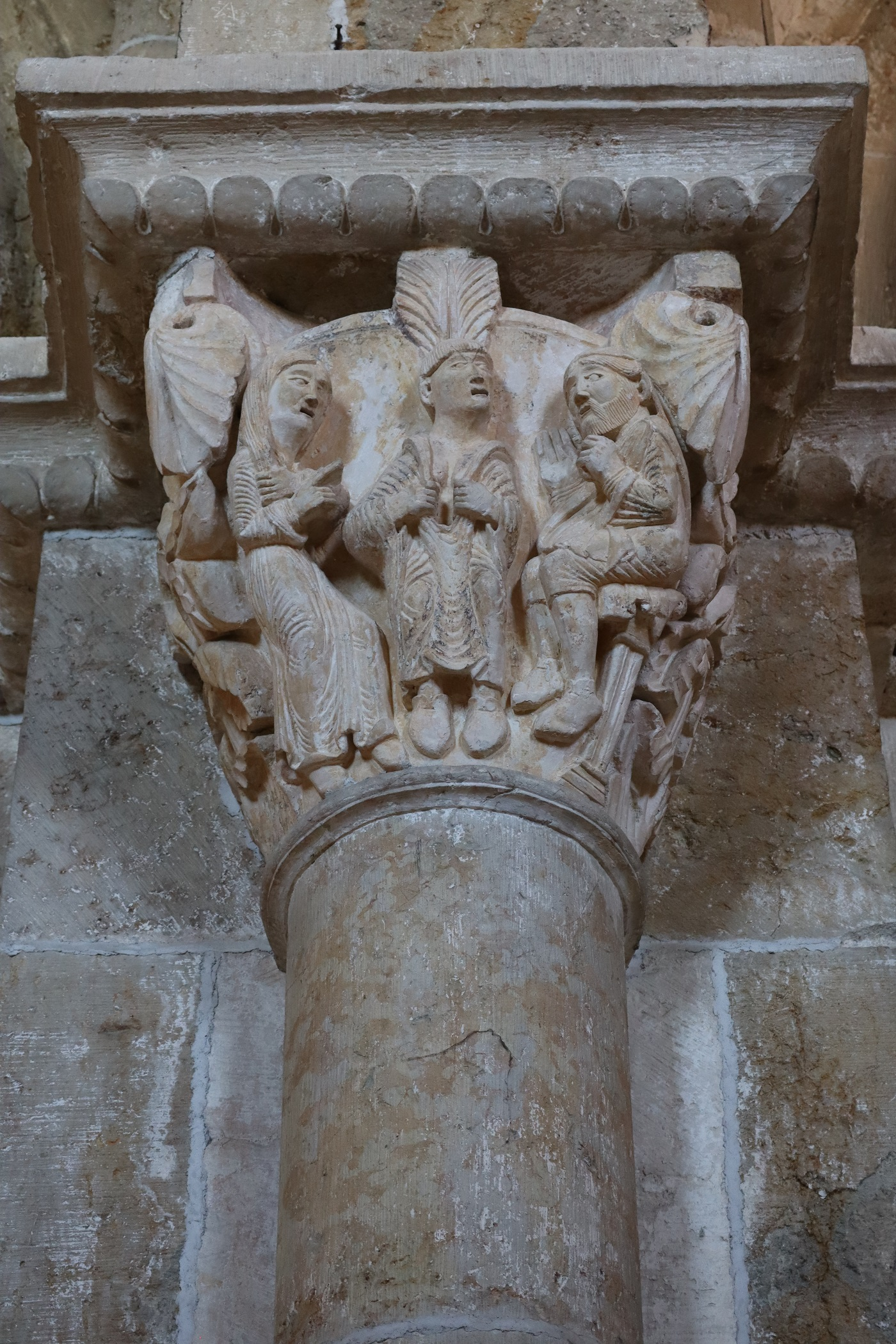
Capitel del interior de la basílica de Vézelay que muestra el momento del juicio en que el monje Eugenio enseña sus pechos para demostrar que en realidad es una mujer y que por lo tanto la acusación de violación es falsa. A su izquierda el juez y a su derecha la mujer que le acusaba. Fue canonizado por la Iglesia como Santa Eugenia. Según Clovis Maillet, se trataría de un caso de transgénero medieval. La Leyenda Dorada la califica como una "mujer viril".

El transgénero consta de diferentes identidades, catalogadas de distintas maneras en las que algunas se incluyen y reconocen como transgénero. Dichas identidades se relacionan porque prevalece una discordancia entre el sexo asignado al nacer, el cisgénero y los roles socialmente asignados a determinado sexo asignado al nacer; se identifican, así, con las características del sexo opuesto, con las características de los dos géneros o con ninguno de los géneros binarios.
Popularmente se aleja el término transgénero de otras identidades que se derivan de este, como la transexualidad y la identidad travesti. Erróneamente se sugiere que una persona transexual o una travesti son diferentes a una persona transgénero. Transgénero es una persona que expresa su género de una manera distinta a lo que la sociedad hegemónica espera por la presencia de determinado sexo asignado al nacer en un individuo. El identificarse con el sexo opuesto o con ningún género entra dentro de la definición de transgénero, por lo que una persona agénero, andrógina, bigénero, un cross-dresser, un artista drag, genderqueer, género fluido, una kathoey, un pangénero, un tercer sexo, un transexual y una travesti, etcétera, son transgénero.

### Androginia
La androginia define una serie de patrones psicológicos en un individuo de determinado género que concuerdan con lo que convencionalmente la sociedad identifica con el comportamiento del sexo opuesto, es decir, el término también se usa como un término social que define a aquellas personas que adoptan el comportamiento y manerismos del sexo opuesto (y presentan una discordancia respecto al llamado cisgénero). La androginia, como término para definir el comportamiento social o la vida sexual, es estipulada por las características del afeminamiento o de la masculinización, las cuales suelen interpretarse popularmente en un sentido peyorativo. El afeminamiento o masculinización de una persona no son determinados por ningún tipo de orientación sexual, ya que ninguno de los dos se relaciona. La androginia psicológica (afeminamiento y masculinización) no suelen considerarse identidades transgénero.

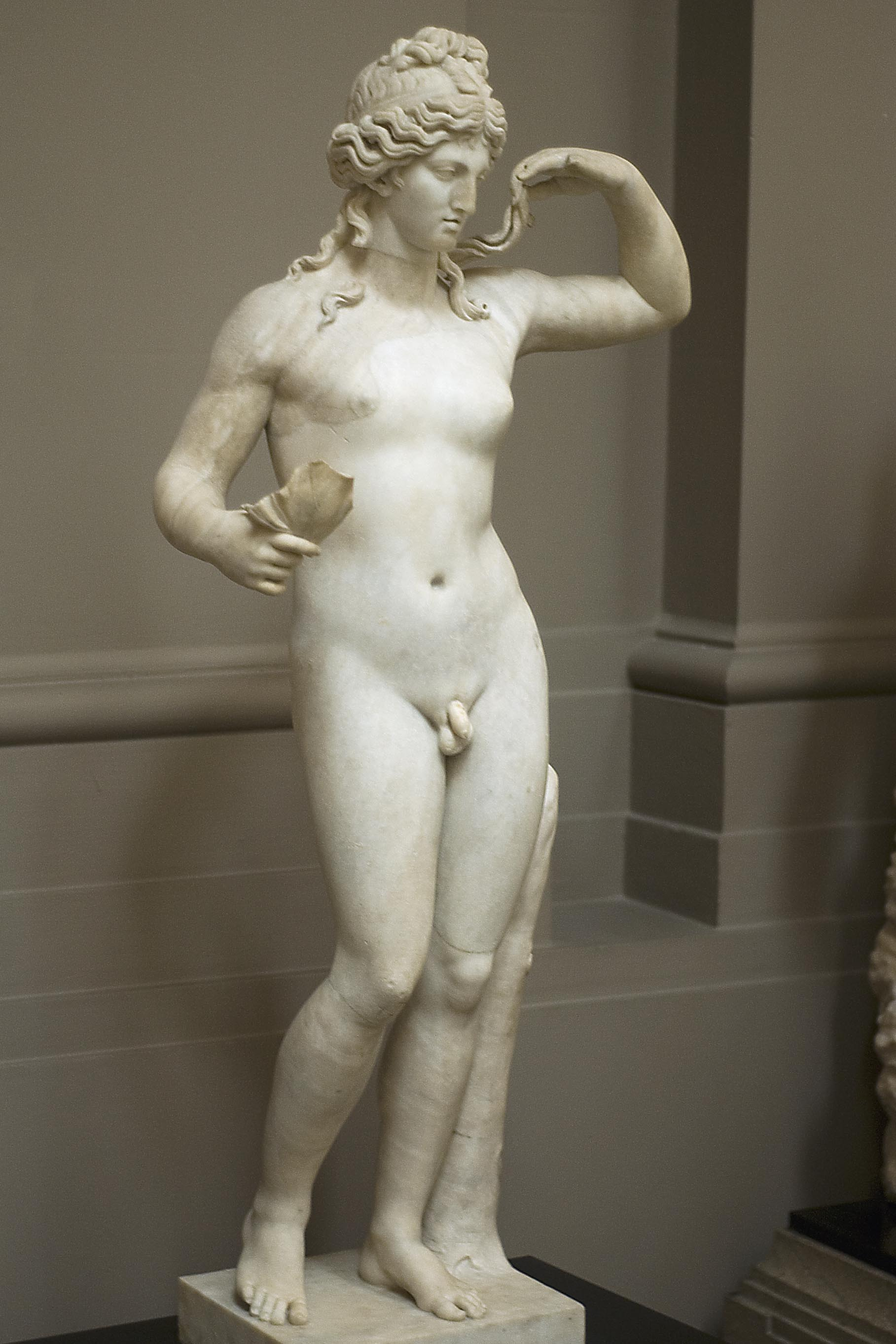
Escultura de Hermafrodito.

#### Intersexualidad
La intersexualidad se define como la presencia de combinaciones atípicas de características físicas que distinguen a un masculino o un femenino, características definidas por efectos congénitos que involucran distintas anomalías en la construcción cromosómica y el desarrollo en las características sexuales de un individuo. La intersexualidad suele ser definida por procesos cromosomáticos que involucran la diversificación de los cromosomas XX y XY, patrones que definen el sexo asignado al nacer y las características sexuales de un individuo. El hermafroditismo y el pseudohermafroditismo son variantes médicas de los trastornos de diferenciación sexual, en las que el individuo presenta características sexuales concordantes a ambos géneros binarios o discordantes respecto a su sexo aparente, respectivamente. Dentro de la definición general de intersexualidad se ubica a aquellos individuos que sin necesidad de ningún tipo de intervención quirúrgica han desarrollado anomalías genitales que lo proveen de dos variantes en características sexuales de gónadas que clasificarían dentro de femenino o masculino: variantes de la presencia de una hendidura vaginal, la presencia de ambos órganos eréctiles (pene y clítoris) o la presencia simultánea de ovarios y testículos, en donde uno de ambos presenta un menor desarrollo.
La presencia combinativa o especificativa de dichas anomalías genitales no permite la correcta clasificación de un individuo intersexual dentro de lo que la sociedad consideraría un masculino o un femenino. Tal motivo originaba la mutilación genital de un individuo joven para que fuese clasificado como masculino o femenino. Para evitar discriminación, se debe aludir a una persona intersexual con el género con el que se identifica, sin importar las características sexuales que lo determinen. El término hermafrodita se utiliza en la biología para referirse a organismos de reproducción sexual que poseen ambos órganos sexuales, originado a partir de raíces mitológicas que estigmatizan el concepto de la intersexualidad, por lo que el término dentro y fuera del área médica es rechazado, y también se rechaza la subcategoría del pseudohermafroditismo.

#### Afeminamiento y masculinización
El afeminamiento es un patrón social que introduce las nociones tradicionales de la feminidad dentro de la masculinidad, es decir, es todo aquello que, en expectativa de ser masculino, resulta femenino; involucra la conducta individual, el comportamiento social y la expresión cultural. Dentro del comportamiento humano se identifica la adopción de manerismos y expresiones atribuidas socialmente a determinado género dentro del patrón conductual de un individuo del sexo opuesto. El afeminamiento se relaciona socialmente con un atributo clave de la homosexualidad masculina, aunque este no dependa de ninguna manera de la orientación sexual.
La masculinización es un patrón social que introduce las nociones tradicionales de la masculinidad dentro de la feminidad, es decir, es todo aquello que, en expectativa de ser femenino, resulta masculino; involucra la conducta individual, el comportamiento social y la expresión cultural. Dentro del comportamiento humano se identifica la adopción de manerismos y expresiones atribuidas socialmente a determinado género dentro del patrón conductual de un individuo del sexo opuesto. La masculinización es socialmente relacionada como un atributo clave de la homosexualidad femenina, aunque esta no dependa de ninguna manera de la orientación sexual.
El afeminamiento y la masculinización se relacionan con diversas identidades transgénero que involucran la feminización y masculinización social, psicológica o física de un individuo que desea vivir y ser aceptado como una persona del sexo opuesto.

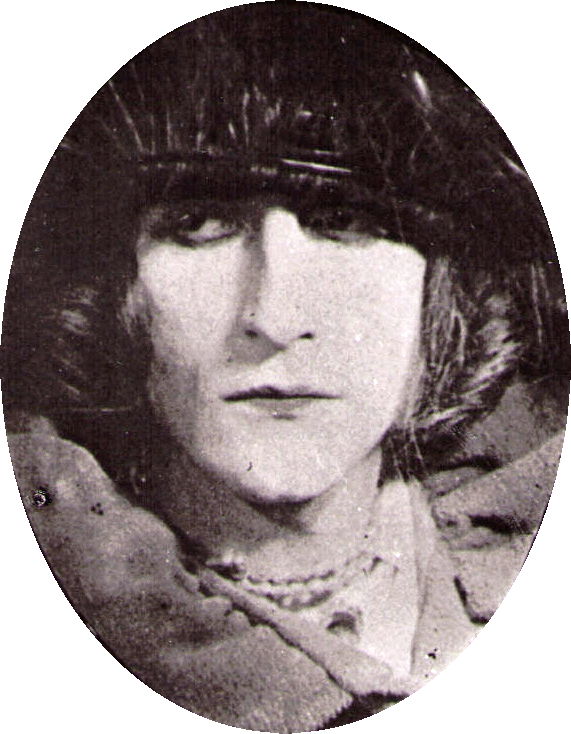
Rrose Sélavy, por Marcel Duchamp (1921).

### Genderqueer
Genderqueer (identificado como género intermedio o intergénero) es una identidad en la que el individuo no se identifica con los géneros binarios tradicionales (masculino y femenino), y puede llegar a identificarse como una mezcla de masculino y femenino, como masculino o como femenino, como ninguno de los dos géneros, como un tercer género aparte de los géneros binarios o como todos los géneros posibles, incluido un género intermedio. Las personas genderqueer no se perciben a sí mismas como un individuo perteneciente parcial o totalmente a un género, sino que presentan un tipo de inconformidad que les permite atribuirse características especiales de determinado género para satisfacer su deseo de identidad. En el caso de que se perciba a sí mismo como masculino y femenino, existe una identidad bigénero; si no se percibe como masculino ni como femenino, entonces existe una identidad agénero; si se percibe como una mezcla entre masculino y femenino, entonces existe una identidad pangénero; si se percibe como un género distinto al sexo masculino, al femenino o al nulo, entonces se percibe como un tercer género. El término no debe confundirse con el término queer (que, literalmente, significa «extraño», en inglés), que designa a cualquier tipo de minoría sexual que quede incluida en los parámetros de la identidad LGBT, ya que es un término de mayor extensión que también designa a las personas transgénero y, por tanto, también a las personas de identidad genderqueer.

#### Agénero
Agénero es una «identidad de género» en la que la persona no se identifica o conforma con algunos de los dos géneros socialmente establecidos, masculino y femenino, o bien con ninguno de otro tipo, por lo que no se considera dentro de las estipulaciones de ninguno de los géneros binarios ni transgéneros. Una persona agénero puede tener determinadas características físicas del dimorfismo sexual que definen las características físicas de su sexo asignado al nacer y que la sujetan a un género biosocial; o simplemente no se identifica o conforma con el género socialmente correspondiente a su sexo asignado al nacer ni tampoco con el equivalente opuesto, por lo que decide establecerse como una persona que tiene una identidad de género ubicada como neutral o nula. Una persona agénero puede sentirse identificada como un género, pero no correspondiente a ninguno de los establecidos, o bien puede no asociarse ni identificarse con ningún género.

#### Tercer sexo
El tercer sexo o tercer género es un concepto utilizado para referirse a aquella identidad de género que no se clasifica dentro de la identidad de género masculino o femenina, sino como una mezcla de ambos. 

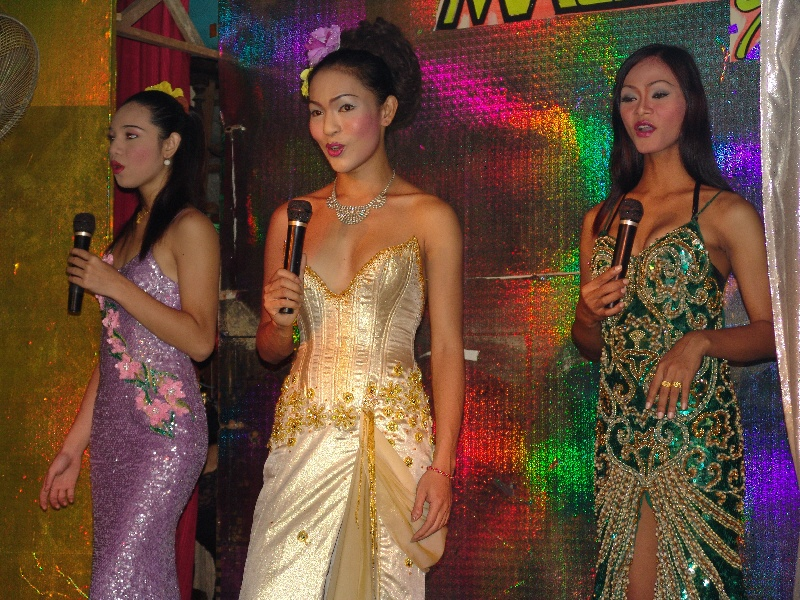
Showgirls kathoey.

Se le denomina tercer género también a la presencia del afeminamiento o masculinización, erróneamente atribuidos a la homosexualidad; aunque también se ubica como una noción social sobre el queer en la que se aparta al LGBT de los géneros binarios, al justificarse con su conducta. Por ejemplo, un hombre que se desempeña sexualmente como bottom sería socialmente relacionado con un físico masculino y una sexualidad o psicología femenina tradicional. También se utiliza para referirse a personas con identidad de género y sexo asignado al nacer concordantes y de orientación sexual heterosexual que experimentan deseos homosexuales (heteroflexibilidad).

##### Kathoey
Kathoey (tailandés: กะเทย, IPA: [kaʔtʰɤːj]) es un término tailandés utilizado para referirse a un hombre transgénero o a un hombre afeminado. Del Kathoey surgen diferentes expresiones del transgénero relacionadas con la transexualidad, con el drag y con la percepción genderqueer de un tercer sexo. Un kathoey puede ser transexual, es decir, no se conforma con el sexo asignado al nacer que le fue estipulado al nacer. Para reconfigurar su género, recurre al afeminamiento de su cuerpo con tratamientos hormonales, cirugías y tratamientos de belleza. En otros casos, un kathoey puede estar conforme con el sexo que le fue determinado al nacer, y desea tener solo una apariencia femenina. En otros casos, un kathoey pertenece al tercer género, es decir, se clasifica como una mezcla de hombre y mujer.

#### Bigénero
El bigénero es un concepto que describe aquella conducta en la que surge un tipo de transformismo en el que la persona rota su personalidad a masculino y femenino, en función del contexto. El individuo se identifica a sí mismo como masculino y como femenino, pero altera su percepción de género, adaptándose a las circunstancias sociales. El bigénero también se relaciona con el género fluido y el transformismo, ya que representa una alteración propia del género que actúa sobre el comportamiento social de la persona, adecuándose al género con el que se identifique en ese momento.

#### Trigénero
El trigénero es una identidad transgénero que, de manera similar al bigénero, se caracteriza por la movilidad entre géneros, relacionándose así con la identidad transgénero del género fluido. El trigénero se caracteriza por la movilidad de un individuo como masculino, femenino o el tercer género (ya sea un género nulo, una combinación de masculino y femenino o alguna otra variedad de la identidad transgénero del genderqueer), todo determinado por las circunstancias que presenta el contexto.

### Género fluido
El género fluido es una identidad transgénero del genderqueer en la que se pueden ubicar otras identidades, como la identidad bigénero y la identidad trigénero, concentrándose en la identidad o conformación sexual de una persona con ambos géneros binarios y, en el caso de identidad trigénero, con alguna otra variante de género. El género fluido establece periodos de transición en los que se identifica como masculino y otros periodos en los que se identifica como femenino o como algún otro género, habitualmente en una identidad transformista. El género fluido no se determina con la presencia de determinadas características sexuales o por la orientación sexual, sino por una conformidad en la identidad de género con ambos géneros convencionales. Se le llama género fluido por analogía a las características de los fluidos de permanecer en constante movimiento, y hace referencia al trance entre masculino y femenino en una persona.

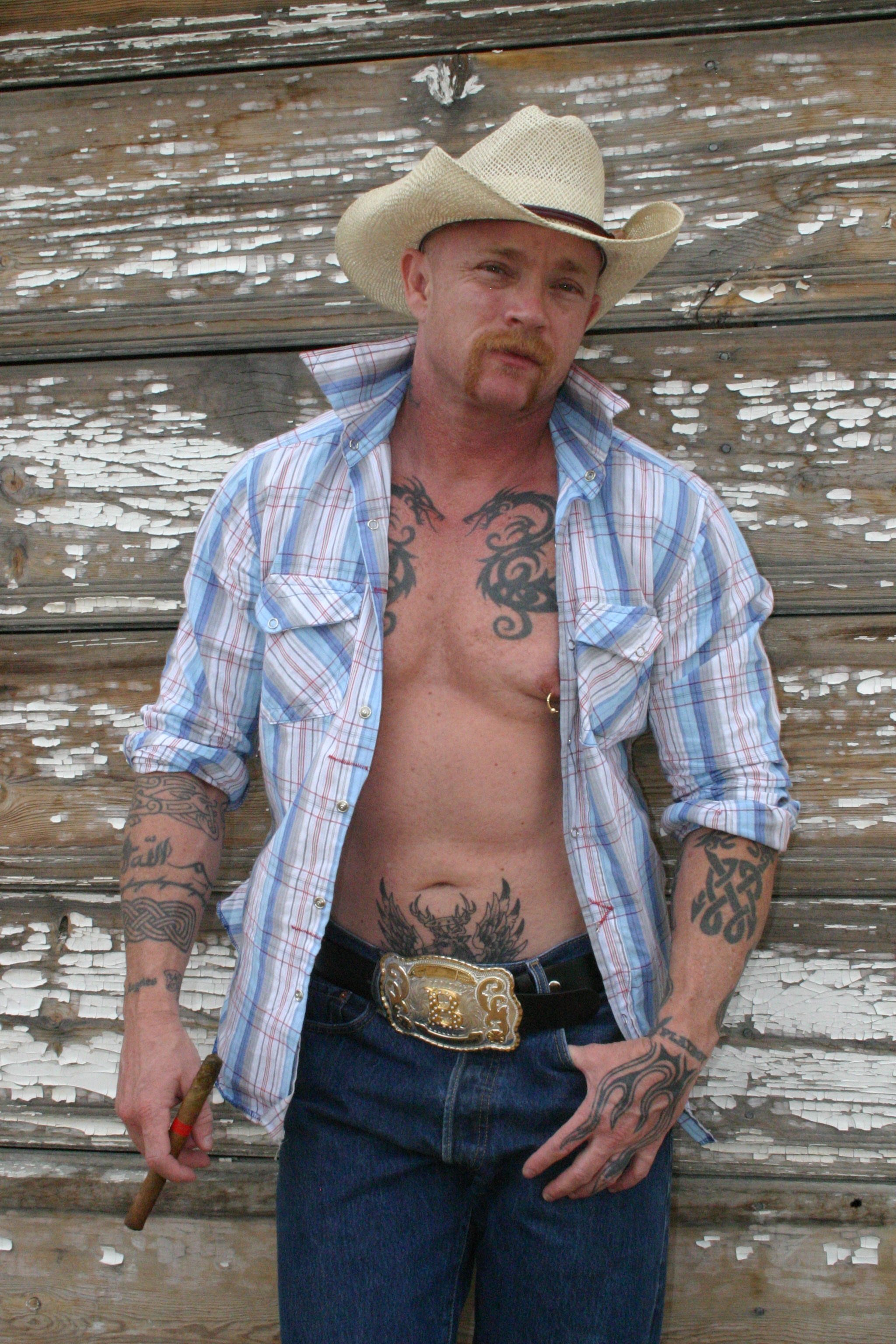
Buck Angel, actor porno transexual (en 2007).

### Transexualidad
La transexualidad es una identidad en la que el individuo se identifica, desea vivir y ser aceptado como una persona del sexo opuesto a su sexo asignado al nacer. La transexualidad presenta una discordancia entre la identidad de género propia y el sexo asignado al nacer; surge el deseo de pertenecer al sexo opuesto. El deseo transexual se define por la incorfomidad con el género anatómico, lo que hace que algunos individuos busquen que su apariencia física y genitales estén lo más cerca posible, a través de cirugías y tratamientos hormonales de reasignación de sexo o cambio de sexo de la identidad de género que el individuo mismo percibe.
Hay que destacar que no todos los individuos transgénero buscan realizarse cirugías de reasignación o tratamientos hormonales, si bien antiguamente muchos países solicitaban que estos fueran realizados para obtener el cambio en la documentación identificatoria.
Los procedimientos clínicos de la transexualidad incluyen diversos tratamientos endocrinológicos e intervenciones quirúrgicas que modelan el cuerpo a semejanza del cuerpo de una persona que pertenece al género deseado. La transexualidad involucra el sentimiento de pertenencia a una identidad, lo cual puede tener implicaciones legales sobre el cambio de identidad que le aseguren a la persona transexual que será reconocida legalmente como una persona del género opuesto.

#### Shemale
Shemale es un término de la cultura popular que suele utilizarse en la pornografía para describir una variante de la transexualidad en la que una persona masculina ha completado una transición parcial hacia el sexo femenino, pero que aún conserva sus genitales masculinos. El término es una contracción de los términos ingleses she (pronombre femenino, «ella») y male ( «varón» o «macho» en inglés).

### Nombre social
El nombre social (también denominado nombre elegido) es el nombre utilizado por las personas trans y no binaries de acuerdo a su identidad de género autopercibida. Este es utilizado por la persona en diversos espacios sociales como redes de amigos, trabajo, estudios u otros similares. 
La elección de un nombre social hace parte del proceso de transición de las personas trans y no binaries evitando el deadnaming; por lo cual, se suele utilizar dentro de los tramites administrativos por parte de las instituciones en espacios de atención médica, universidades u otros.Además, los nombres no son necesariamente permanentes; es decir, la persona puede decidir cambiar el nombre social elegido inicialmente por otro durante su proceso. Asimismo, el nombre social no es un campo obligatorio pues algunas personas trans y no binaries pueden sentir comodidad con su nombre asignado al nacer y conservalo.
El nombre social, no es necesariamente el nombre legal pues muchos países y estados no tienen una ley de identidad de género; de igual manera, en los espacios donde es posible el cambio de nombre este puede ser un proceso tedioso y largo que requiere esfuerzos económicos, emocionales y físicos.

### Otros términos
- Transfemenina/e (comúnmente abreviado como transfem o transfemme) se refiere a una persona, binaria o no binaria, a quien se le asignó el sexo masculino al nacer y tiene una identidad o presentación de género predominantemente femenina.[42]

- Transmasculino/e (comúnmente abreviado como transmasc) se refiere a una persona, binaria o no binaria, a quien se le asignó el sexo femenino al nacer y tiene una identidad o presentación de género predominantemente masculina.[42]

- Transgeneró es un término verbal común en la literatura desactualizada. Muchas personas dentro de la comunidad transgénero lo desaprueban argumentando que transgénero es un adjetivo, no un verbo.[43] Organizaciones como GLAAD y The Guardian también afirman que transgénero nunca debe usarse como sustantivo en inglés (por ejemplo, "Max es transgénero" o "Max es un hombre transgénero", no "Max es un transgénero").[44][45] «Transgénero» también es un sustantivo que se refiere al tema más amplio de la identidad y la experiencia transgénero.[46]

- Asignado mujer al nacer (AMAN), Asignada hombre al nacer (AHAN), Designado mujer al nacer (DMAN) y Designada hombre al nacer (DHAN) son términos que se utilizan para representar el sexo asignado a una persona al nacer; se consideran más inclusivos en cuanto al género que los términos relacionados «hombre biológico» o «mujer biológica».[47]

- El término «trans*» (con un asterisco) surgió en la década de 1990 como un término inclusivo utilizado para abarcar una amplia gama de identidades no cisgénero. El asterisco representa un comodín que indica la inclusión de diversas identidades, más allá de la transgénero y la transexual, como las de género fluido o agénero, dentro del concepto transgénero. El uso del asterisco en «trans*» ha sido debatido. Algunas personas argumentan que añade una complejidad innecesaria, mientras que otras dicen que mejora la inclusión al reconocer explícitamente las identidades de género no normativas.[48][49]

## Términos relacionados

### Cross-dressing
El cross-dressing o crossdressing es una identidad en la que simplemente se utiliza la vestimenta del sexo opuesto, sin importar la intención, ya sea como un medio de identidad sexual, un medio de identidad de género, un propósito de entretenimiento, un fetichismo o una identidad cultural. El cross-dressing no tiene un motivo específico, ya que su intención es variable, e incluso no necesariamente puede relacionarse con un tipo de expresión sexual. Se asocia, estereotípica y erróneamente, con una conducta transexual u homosexual, y puede manifestarse en cualquier orientación sexual y no necesariamente con un género u orientación sexual específica. Se observa mayor frecuencia en hombres heterosexuales. Ha sido utilizado como método de transgresión social: diferentes personajes históricos rompían los convencionalismos sociales y religiosos de un género como, por ejemplo, el derecho a la educación, la participación militar y los preceptos religiosos, vistiéndose con la indumentaria socialmente asignada al sexo opuesto. También se utiliza como elemento artístico en las representaciones dramáticas y como elemento clave en el crossplay, en ambos casos sin necesidad de expresar ningún tipo de intención sexual, ya que solo se limitan a la emulación transformista de un personaje con diversos motivos.
La moda, sobre todo la de la cultura occidental moderna, permite la adaptación de vestimentas que habían sido diseñadas originalmente para determinado género, y se adueña de las propiedades para aplicarlas a la moda de ambos o del sexo contrario. El cross-dressing puede interpretarse o relacionarse socialmente con el afeminamiento y la masculinización de un individuo.

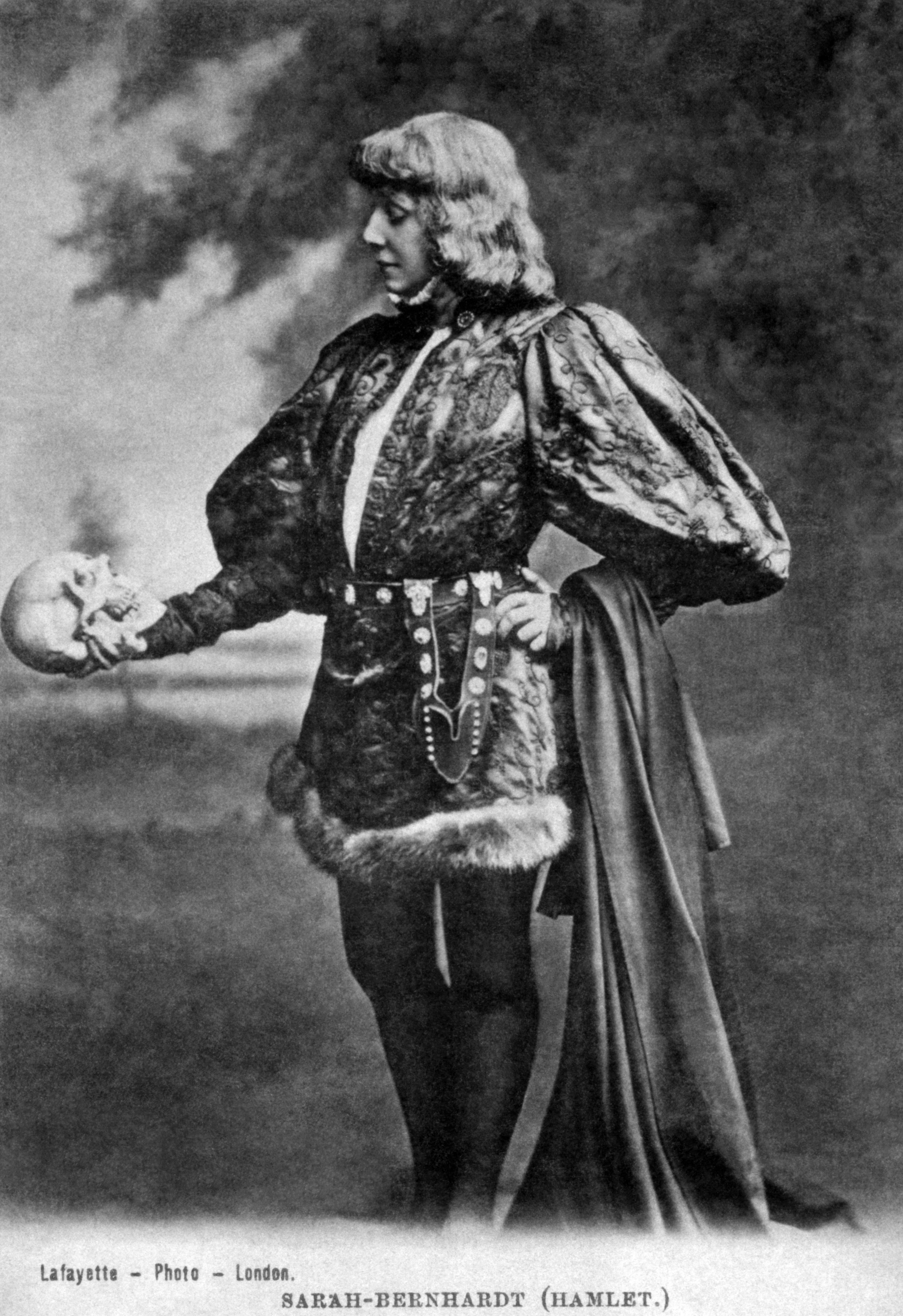
Sarah Bernhardt como Hamlet (c. 1880-1885).

### Drag
Drag es una identidad similar al travestismo en la que la persona utiliza ropa socialmente asignada al género opuesto para la representación dramática de un hombre (drag king) y una mujer (drag queen) de caricatura o sátira. Puede estar ligado a cualquier orientación sexual, pero se limita únicamente a la representación artística o dramática. En el drag, es frecuente que se imite a celebridades de la farándula, exagerando la forma de vestir y haciendo un burlesque de los convencionalismos de la sociedad como los preceptos del código de etiqueta social. El drag surgió en el siglo XIX como un método para provocar la hilaridad del espectador. Se usaba con frecuencia en diversos espectáculos del teatro de variedades. En un drag show se presentan diversos artistas que desempeñan el canto, la danza, la actuación y la imitación, y se asimila el propósito fundamental del drag como una forma de actuación y teatro.
Surge como un elemento dramático durante la segunda mitad del siglo XIX, destinado a hacer una proyección cómica de las nociones sociales sobre el comportamiento social, la aristocracia, la organización política, los roles de género, la etiqueta social y los convencionalismos sociales. Es apreciado en diversas formas del teatro de variedades de ese siglo, en el que era habitual la presentación de sketches y obras de un solo acto, en las que se hacían burlesques de elementos sociales o culturales, frecuentemente con la participación de actores disfrazados de personajes del sexo opuesto, a fin de intensificar la comicidad. El drag como elemento dramático aparece en el Reino Unido durante la segunda mitad del siglo XIX, derivado del travesty y apreciado en espectáculos como el burlesque victoriano y la pantomima británica. La explotación del drag como elemento cómico inicia con la introducción del teatro de variedades dentro de la cultura norteamericana en la Guerra de Secesión. El drag se vuelve un elemento común en espectáculos como el vaudeville y el burlesque americano. El teatro de variedades pierde popularidad en la década de los 20, debido a la introducción masiva y doméstica de la radio y la televisión. El drag retoma su popularidad en el cabaret de estilo estadounidense durante la década de los 30, y continúa hasta la década de los 60 como un elemento primordialmente histriónico. Formó parte de la comedia en vivo y la imitación en la década de 1940 como elemento principal de los drag shows que se presentaban en establecimientos dedicados al cabaret y al nuevo teatro de variedades, donde se presentaba como atributo clave de la estética camp.

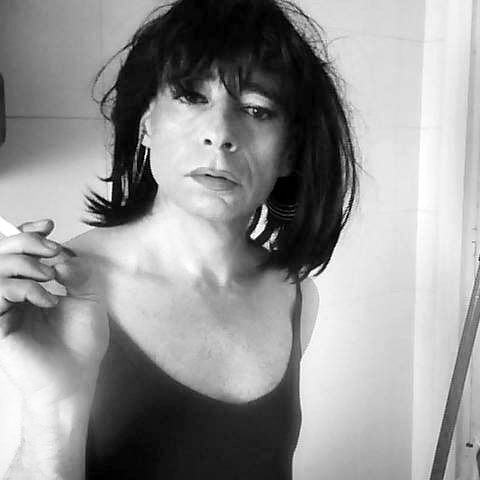
Anna Sophia.

### Travestismo
El travestismo es una identidad en la que el individuo utiliza prendas socialmente asignadas al sexo opuesto, es decir, se identifica mejor con la moda del sexo opuesto que con la moda del sexo propio, a veces para reflejar algún tipo de expresión sexual o identidad de género (a diferencia del drag, que se limita al entretenimiento, mientras que el cross-dressing se centra en la utilización de indumentaria del sexo opuesto, sin preocuparse por su intención). El travestismo puede o no estar ligado a la orientación sexual, y puede relacionarse con el deseo de ser identificado como una persona del sexo opuesto. El término travestismo también puede referirse al patrón conductual y expresión sexual de los artistas de drag, en los que lo drag signifique algún tipo de expresión sexual que no se limite simplemente a la interpretación de un personaje con el único fin de entretener al público o provocar hilaridad. El fetichismo travestista es una parafilia que designa el vestirse con la indumentaria socialmente asignada al sexo opuesto como un medio para obtener placer. Estereotípicamente, se asocia al travestismo con la homosexualidad, pero no son sinónimos. En lo relativo a los derechos humanos, debe identificarse a una persona travesti como una persona del género con el que se identifica, sin importar que este corresponda o no a la indumentaria que utiliza.

## Transgénero y LGBT
Como indica la conformación de las siglas LGBT (L: Lesbianas; G: Gays; B: Bisexuales y T: Transgénero), el transgénero es un componente de dicha comunidad por representar, al igual que las diferentes orientaciones sexuales que no siguen la heteronormatividad, una minoría sexual. Frecuentemente, la T es interpretada como la letra inicial de transexual o travesti; a pesar de ello, ambas son identidades transgénero, por lo que la extensión del concepto no sería la misma. De forma más general, se indica que la letra «T» representa transgénero.
A pesar de agruparse con orientaciones sexuales en LGBT, el hecho de ser transgénero tiene que ver con la identidad de género de una persona, no con su orientación sexual. Una persona transgénero puede manifestar cualquier orientación sexual, al igual que una persona cisgénero.
En décadas anteriores se confundían los conceptos de orientación sexual e identidad de género, por lo que se les etiquetaba simplemente como homosexualidad o heterosexualidad, según el sexo asignado al nacer que presentaba una persona. A partir de la década de los 70, comenzó a hacerse una distinción entre el término identidad transgénero y el término homosexualidad, es decir, entre la identidad de género y la orientación sexual de una persona. Si una persona se percibe como el sexo opuesto al grupo por el que siente atracción sexual, puede ser considerada heterosexual. Por ejemplo, una mujer transexual que se siente atraída por hombres puede ser llamada heterosexual.

## Símbolos transgénero

Bandera del Orgullo Transgénero.

Un símbolo común de la actualidad es la bandera del orgullo transgénero, creada en 1999 por Monica Helms y mostrada por primera vez en el Pride Parade de Phoenix, Arizona, en el año 2000. El símbolo consta de cinco franjas, de las cuales dos son azules, que representan el género masculino; dos son rosas, que representan el género femenino, y una central blanca, que representa la neutralidad de género, el agénero o la intersexualidad.
De manera más general suele utilizarse una alteración de los símbolos alquímico-astrológicos de Marte y Venus para distinguir a la comunidad transgénero. El símbolo se representa con un aro general que incorpora la cruz del símbolo de Venus, la flecha del símbolo de Marte y un tercer elemento que surge de un híbrido de la cruz de Venus y la flecha de Marte. En la mayor parte de los símbolos transgénero suelen utilizarse el color rosa y el color azul en diferentes sombras y tonos; también suele utilizarse en degradado de color.
Otros símbolos del transgénero son la mariposa (que suele ser modificada con colores en rosa o azul), que hace una referencia analógica entre el proceso de metamorfosis de los lepidópteros y la transición de género de una persona transgénero. Otro simbolismo de la comunidad transgénero es el Taijitu, como representación del yin y el yang, alterado en color azul celeste y rosado para representar los géneros binarios y la complementación, equilibrio y armonía de ambos géneros.

## Salud

### Salud mental
La identidad transgénero o transexual no es un trastorno u enfermedad mental en sí misma de acuerdo con el Diagnostic and Statistical Manual of Mental Disorders (DSM), publicado por la Asociación Estadounidense de Psiquiatría (APA). Sin embargo, cuando un individuo siente un extremo e intenso malestar o depresión por sus desesperados deseos de ser alguien del sexo o género opuesto, y todo ello afecta negativa y significativamente sus actividades cotidianas, cae en un trastorno mental llamado disforia de género. No todas las personas transgénero o transexuales experimentan dicha situación, por tanto la disforia de género no puede confundirse con el simple hecho de que una persona sea transexual o transgénero, según la Asociación Estadounidense de Psicología. De hecho, según el DSM-5, autor del trastorno de disforia de género, el tratamiento de dicho trastorno no es disuadir al individuo de su identidad trans, sino ayudarlo a adecuarlo a ella.

### Causas
Las causas de la incongruencia de género han sido estudiadas por décadas. Los factores más estudiados son biológicos, especialmente las estructuras en el cerebro, así como factores del entorno.
Las investigaciones disponibles indican que las estructuras cerebrales de las personas transgénero con desarrollo de disforia temprana, se asemejaban a las estructuras observadas en los cerebros del sexo con el que se identificaban.
El uso de hormonas también puede afectar la estructura cerebral, causando que el cerebro de mujeres trans se asemeje más al de mujeres cis, e igualmente en hombres trans, debido en este caso a los efectos de la testosterona.
Estudios en gemelos sugieren que hay causas genéticas de la transexualidad, aunque los genes exactos involucrados no están totalmente entendidos. Un estudio publicado en la revista International Journal of Transgender Health, encontró que el 20% de los gemelos en los cuales al menos uno era transgénero, los dos resultaron transgénero, en comparación al 2.6% de los mellizos, ambos casos criados por la misma familia al mismo tiempo.

### Salud física
Distintos procedimientos médicos y quirúrgicos se hallan a disposición de los pacientes en distintos países en los que está permitida la reasignación de sexo. No todas las identidades transgénero buscan un cambio en la apariencia física para la reasignación de su sexo asignado al nacer.
Los tratamientos hormonales son una alternativa que en caso de ser introducidos en un individuo de sexo asignado al nacer femenino, crea una mayor concentración de vello androgénico en la zona facial y masculiniza la distribución de la grasa. En el caso de aplicarse a un individuo de sexo asignado al nacer masculino, el efecto causará la feminización de la distribución de la grasa y el volumen de los senos. Otras alternativas sencillas incluyen la depilación láser y la depilación por electrólisis para remover el vello endrogénico en el cuerpo. Los términos cambio de sexo y cirugía de reasignación de sexo se usan de manera global para definir la transición de un cuerpo de determinado sexo asignado al nacer al otro. Algunos procedimientos quirúrgicos que incluyen las cirugías de cambio de sexo son:
- la reconstrucción de pecho masculino
- la faloplastia
- la metoidioplastía
- la histerectomía
- la ooforectomía
- la terapia vocal
- Orquiectomía (extirpación de los testículos)
- la dermoabrasión
- la feminización o masculinización de los rasgos faciales
- la condrolaringoplastía
- el implante mamario
- la liposucción
- el aumento de nalgas

## Aspectos legales

Leyes mundiales relativas a la expresión de la identidad de género
Cambio de Identidad legal, sin el requisito de una cirugía previa
Cambio de Identidad legal, con el requisito de una cirugía previa
Cambio de identidad ilegal
Desconocido/Ambiguo

En distintas jurisdicciones político-sociales se ofrecen garantías a la protección de las personas transgénero en todas sus identidades. El reconocimiento de dichas leyes depende de la jurisdicción de cada país, y son contrastantemente jurídicos, pues se permite la cirugía y el reconocimiento legal del transgénero, en un extremo, pero se penaliza cualquier tipo de expresión transgénero, en el otro.

### Cambio de sexo
La ley de algunos países ampara el cambio de identidad de una persona transexual cuando desea cumplir su transición legal como miembro reconocido del sexo opuesto a su sexo asignado al nacer. Entre estos aspectos legales aceptados en países que permiten la transición legal de un género a otro se encuentran, sobre todo, las modificaciones de nombre, de acta de nacimiento y de distintas identificaciones que proporciona el gobierno (autorización para la conducción de vehículos, identificación estatal, pasaporte, testamento y otras). Las modificaciones en dichos documentos permiten a la persona ser reconocida como miembro del sexo opuesto ante la ley, dependiendo de si la aplicación de la ley es vigente y se acepta en ese país.
En el estatuto número tres de la promulgación de Los Principios de Yogyakarta sobre la Aplicación del Derecho Internacional de Derechos Humanos a las Cuestiones de Orientación Sexual e Identidad de Género promueve la dignidad relacionada con la expresión sexual de los individuos, en el que no se podrá obligar a las personas a suprimir o negar su identidad de género u orientación sexual. También establece que las personas que así lo deseen pueden modificar el reconocimiento legal que los identifica como miembros de determinado género, sin la obligación de someterse a determinado proceso quirúrgico de cambio de sexo.

### Matrimonio
El matrimonio entre personas transgénero depende de la evaluación legal aplicada dentro de la jurisdicción de cada país. También es determinante si el enlace matrimonial reconocido ante la ley (en caso de unión transexual) se efectúa antes o después de la transición de cambio de sexo. En algunos casos entraría dentro de la marca de matrimonio entre personas del mismo sexo si ambos contrayentes tienen o tuvieron el mismo género, dependiendo de la aplicación de las leyes en la jurisdicción de cada país y si el matrimonio entre personas del mismo sexo es permitido.
En otros casos, la validez del matrimonio con una persona transexual depende del reconocimiento legal del nuevo género de la persona que ha completado su transición. Podría ser válido, por ejemplo, un enlace matrimonial entre una persona transexual que ha sido legalmente reconocida como mujer después de una transición, que contrae matrimonio con una persona de sexo masculino biológico que no ha modificado su reconocimiento ante la ley (véase Re Kevin).

## Aspectos sociales

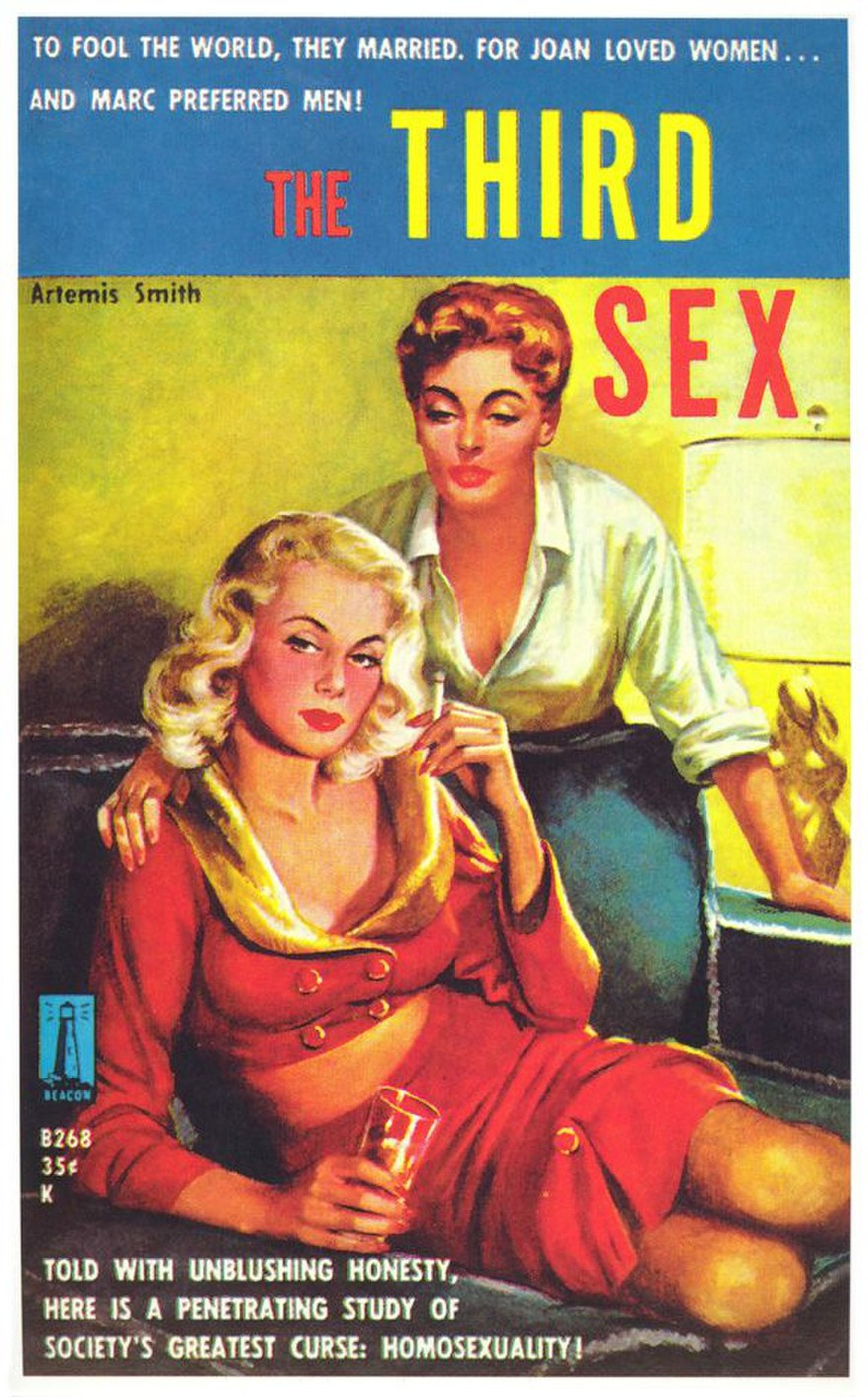
Portada de The Third Sex [El tercer sexo] (1959), de Artemis Smith, seudónimo de Annselm Morpurgo.

### Percepción social: discriminación
Dentro de la percepción social tradicional, suele asimilarse que el transgénero involucra un desorden o patología mental frecuentemente relacionada con la homosexualidad. Suele confundirse que la orientación sexual homosexual deriva en la identidad transgénero, por lo que suele decirse que una persona homosexual se ve como una persona del sexo contrario por lo que prefiere la interacción sexual de personas de su mismo sexo asignado al nacer (Ejemplo: se asumiría que una persona que ha cambiado su sexo a femenino estaría atraída sexualmente a personas del sexo masculino). La identidad transgénero no tiene relación con la orientación sexual, ya que cualquier orientación sexual puede estar presente en una persona que se identifica como transgénero. También suele decirse erróneamente que el transgénero y la homosexualidad (en cualquiera de las expresiones LGBT) forman parte de un «tercer sexo» que transgrede el espectro de los géneros binarios (masculino y femenino), hablándose de tres géneros erróneamente estipulados: masculino, femenino y queer.
Una parte del estigma social sobre la identidad transgénero recae en que aún suele ser considerada como un desorden mental bajo los parámetros de inconformidad de género o parafilia. Otro estigma social se identifica en una variante del sexismo que sugiere la superioridad cisgénero sobre las capacidades de personas transgénero, derivando en la opresión de las personas transgénero. Existen distintos problemas que conciernen al LGBT y su expresión sexual, problemas sociales que suelen ser marcados por la discriminación y el rechazo social, político o religioso.
Otro aspecto social frecuentemente problemático sobre el transgénero refiere a la utilización de pronombres y artículos para marcar el como referirse a una persona transgénero. La FundéuRAE indica que lo correcto es referirse a una persona de acuerdo a su identidad de género y no a su sexo asignado al nacer.
Un ejemplo de discriminación es el caso de Shadi Petosky, quien fue tratada por los servicios de seguridad del Aeropuerto Internacional de Orlando como una «anomalía» cuando el escáner de cuerpo completo descubrió que, aunque parecía mujer, tenía un pene atrofiado.

### Transfobia
La transfobia es un delito de odio que describe un rango de discriminación hacia las personas transgénero. Las personas transgénero también pueden experimentar homofobia, debido a la concepción errónea que asocia la identidad de género y la homosexualidad. En una situación similar se encuentra el término prejuicio transgénero, que refiere al prejuicio, discriminación o el estereotipo negativo de la comunidad transgénero. El trans bashing es un patrón de comportamiento de odio que involucra ataques verbales o físicos a personas transgénero.
Una forma de transfobia es la transmisoginia, que afecta específicamente a las mujeres transgénero, y que consiste en la intersección de la transfobia con la misoginia.
Las personas de géneros no-binarios sufren, también, una forma de transfobia específica que no sufren las personas de géneros binarios; y generismo, que es la creencia de que solo existen dos géneros.

## Cultura transgénero

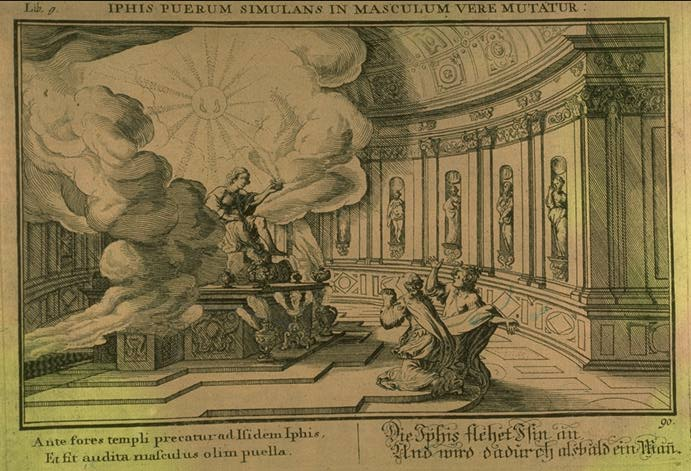
Isis cambiando el sexo de Ifis. Grabado de Bauer para edición de 1703 de Las metamorfosis.

### Literatura
Se entiende como literatura transgénero a la producción literaria que esté dirigida, que haya sido escrita o que retrate a personas de identidad de género diversa. Las representaciones en la literatura de personas que cambian de género han existido durante miles de años, apareciendo quizás por primera vez en el libro Las metamorfosis, del poeta romano Ovidio.
El surgimiento de la literatura transgénero como un género propio dentro de la literatura LGBT ocurrió a partir de la década de 2010, cuando la cantidad de obras enfocadas en el tema experimentó un marcado crecimiento y diversificación, hecho acompañado de un mayor interés académico y general en el área y de un proceso de diferenciación con el resto de literatura LGBT, lo que dio lugar a un mayor enfoque en libros de autores transgénero escritos para un público transgénero.

## Transgénero y religión
Distintas ideologías se oponen a la expresión del transgénero, sobre todo aquellas religiones abrahámicas que sostienen la ideología de la complementación de los géneros, el designio divino estipulado a cada persona, el orden social específico y el orden natural y propósito procreativo del hombre, por lo que la expresión transgénero (principalmente la transexualidad y el transgénero) puede ser considerada como una contradicción al designio divino, una contradicción al designio natural o una ofensa divina. Dentro de las creencias en las religiones abrahámicas, se estipula que Dios creó a las personas con géneros binarios, lo que suele interpretarse dentro de las prácticas religiosas como un mandato divino contra las variantes de género. En el libro del Génesis, en los pasajes que refieren a la creación de Adán y Eva, se establece la noción tradicional de la feminidad y la masculinidad, y se ignoran las posibles variantes de género, al interpretar la existencia única del género binario, destinado a la procreación y la complementación natural.
El travestismo y la transexualidad se consideran una abominación, según la percepción bíblica, que establece que un hombre no debe usar los ropajes que le corresponden a una mujer y viceversa, de manera que se cometa una rebelión o irrespeto contra lo que Dios designó en las personas (refiriéndose a la percepción discordante del sexo asignado al nacer).
Dentro del judaísmo y el cristianismo se encuentran términos que, derivados de diversas interpretaciones modernas, refieren a personas con castración, identidad transgénero, homosexualidad, afeminamiento y conducta célibe que no se consumaba en el matrimonio. En el judaísmo y el cristianismo, se ubica el término de origen latino eunuchus, derivado a su vez del griego εὐνοῦχος (eunûjos, eunuco), que refiere a personas que no tienen la capacidad de la procreación debido a una causa biológica o social como la castración y el celibato. El eunuco y su interpretación moderna sugieren un modelo LGBT antiguo en el que se clasificaba a personas pertenecientes a alguna minoría sexual, de manera similar al malakos griego. Jesucristo menciona tres tipos de eunucos según los relatos de Mateo, en el que existen eunucos natos, que deciden no consumar su vida en matrimonio y que algunos puntos de vista modernos sugieren que eran personas homosexuales o transgénero; también menciona eunucos producidos por el hombre (personas clínicamente castradas que no consumaban su vida en matrimonio debido a la falta de genitales procreadores) y los eunucos hechos por voluntad (personas dedicadas al celibato que practicaban la abstinencia sexual y que no consumaban su vida en matrimonio).
Dentro de las religiones del Islam, se encuentra el término Mukhannathun que, al igual que eunuco, refiere a personas privadas de la capacidad de procreación debido a la acción biológica o social con condiciones de «afeminamiento» (homosexualidad e identidad transgénero) y castración clínica que les impide la procreación. Los makhannathun son castigados por comportamiento ilícito como prostitución cuando recurren a su designio natural que dotó su cuerpo masculino con características femeninas; en caso de designio natural, no será castigado si se lleva una vida «correcta» adecuada a las normas sociales. En otros puntos de vista que se alejan de la aceptación transgénero dentro del islamismo, se encuentra la percepción de pecado y comportamiento «inmoral» en personas afeminadas o masculinizadas. Dentro del islam podría decirse que se permite la variación de género adecuada a los lineamientos sociales, pero se prohíben otros tipos de expresión sexual, como la homosexualidad. Irán, país en el que la homosexualidad es penada, es uno de los países con mayor registro de cirugías de reasignación de sexo. Se ofrecen las cirugías como una alternativa para evadir la ley contra la homosexualidad, por lo que muchas personas declaradas homosexuales optan por una cirugía de cambio de sexo para normalizar su condición legal y llevar una vida ajustada a la sociedad.
En las religiones dhármicas no se establece una noción determinada del género y sus variantes, por lo que dentro de diversos cultos y cosmovisiones es apreciable la interpretación de dioses andróginos que presentan diversas características relacionadas con la intersexualidad. Dentro de la religión hindú se consideran diversas deidades intersexuales, en donde una persona biológicamente designada con dicha condición o Hijra se considera una encarnación de Parvati y Shiva.